# Liselotte Hansen
Liselotte Hansen (født 31. oktober 1958), er en tidligere dansk atlet.
Liselotte Hansen var medlem af Nike i Nykøbing Falster frem til 1978 hvor hun skiftede til naboklubben Attila. Da de to klubber slog sig sammen til NA80 i 1980 forsatte hun der og afsluttede senere karrieren i Herlufsholm Gymnastikforening. 
Liselotte Hansen slog igennem som 14-årig længdespringer da hun vandt bronze ved DM 1972, men det blev som diskoskaster hun nåede de bedste resultater bl.a syv DM-guld. Hennes bedste resultat blev 51,67 som hun kastede i 1985 hvilket i en periode var dansk rekord, af danskere har kun Annette Bøgh og Vivian Krafft kastet længere. Hun var også den første dansker over 50 meter i diskoskast. 
Liselotte Hansen satte hjemme i Nykøbing Falster to uofficielle verdensrekorder (verdens bedste noteringer) i hammerkast; 31. juli 1980 kastede hun 32,94 og 19 august året efter forbedrede hun rekorden til 36,72.

## Danske mesterskaber
- Sølv 1990  Diskoskast 46,98
- Sølv 1989  Diskoskast 46,88
- Bronze 1988  Diskoskast 46,78
- Sølv 1987  Diskoskast 48,76
- Guld 1986  Diskoskast 47,01
- Guld 1985  Diskoskast 50,01
- Guld 1984  Diskoskast 50,29
- Guld 1982  Diskoskast 50,14
- Guld 1981  Diskoskast 48,68
- Guld 1980  Diskoskast 48,27
- Sølv 1979  Diskoskast 46,50
- Guld 1978  Diskoskast 42,11
- Bronze 1977  Diskoskast 40,70
- Bronze 1972  Længdespring  5,58

## Personlig rekord
- Diskoskast: 51,67 1985
- Længdespring: 5,66 1972